# 美丽堇菜
美丽堇菜（学名：Viola mirabilis）为堇菜科堇菜属的植物。分布于俄罗斯、朝鲜、日本、欧洲以及中国大陆的内蒙古、甘肃、黑龙江、辽宁、吉林等地，生长于海拔60米至1,000米的地区，多生长于山地灌丛、针阔混交林下、阔叶林、林缘和草坡处。

## 别名
伊吹堇（中国高等植物图鉴）